# شهرستان ژونگشان
شهرستان ژونگشان (به لاتین: Zhongshan County) یک شهرستان‌های جمهوری خلق چین در چین است که در هیژو واقع شده‌است.